# سيد محمد هاشمي
سيد محمد هاشمي (2 مارس 1994 بهراة في أفغانستان - ) هو لاعب كرة قدم أفغاني في مركز الدفاع. شارك مع منتخب أفغانستان تحت 23 سنة لكرة القدم ومنتخب أفغانستان لكرة القدم. أما مع النوادي، فقد لعب مع نادي شاهين أسمايي.

## وصلات خارجية
- سيد محمد هاشمي على موقع قاعدة بيانات كرة القدم.إي يو (الإنجليزية)
- سيد محمد هاشمي على موقع ناشيونال فوتبول تيمز (الإنجليزية)
- سيد محمد هاشمي على موقع Soccerway.com (الإنجليزية)